# Saint-Lambert (circonscription fédérale)
Pour les articles homonymes, voir Saint-Lambert.

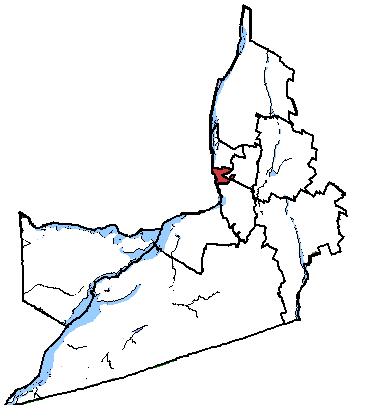
Carte de Saint-Lambert.

Saint-Lambert est une ancienne circonscription électorale fédérale canadienne située au Québec. Elle est nommée à partir de la ville de Saint-Lambert.

## Géographie
La circonscription se trouve sur la Rive-Sud de Montréal dans la région québécoise de Montérégie. Elle est constituée de la ville de Saint-Lambert, ainsi que la portion sud de la ville de Longueuil. Les circonscriptions limitrophes sont Longueuil—Pierre-Boucher, Saint-Bruno—Saint-Hubert, Brossard—La Prairie, Jeanne-Le Ber, Laurier—Sainte-Marie et Hochelaga.
Elle compte une population de 92 946 habitants, dont 75 114 électeurs, sur une superficie de 27 km2. Au redécoupage électoral de 2013, elle est partagée entre les nouvelles circonscriptions de Longueuil—Charles-LeMoyne et Brossard—Saint-Lambert.

## Liste des députés
| Législature                                                                             | Années    | Député        | Député            | Parti politique            |
| --------------------------------------------------------------------------------------- | --------- | ------------- | ----------------- | -------------------------- |
| Saint-Lambert issue de La Prairie, Longueuil—Pierre-Boucher et Saint-Bruno—Saint-Hubert |           |               |                   |                            |
| 36e                                                                                     | 1997–2000 |               | Yolande Thibeault | Libéral                    |
| 37e                                                                                     | 2000–2004 |               | Yolande Thibeault | Libéral                    |
| 38e                                                                                     | 2004–2006 |               | Maka Kotto        | Bloc québécois             |
| 39e                                                                                     | 2006–2008 |               | Maka Kotto        | Bloc québécois             |
| 40e                                                                                     | 2008–2011 | Josée Beaudin |                   | Bloc québécois             |
| 41e                                                                                     | 2011–2015 |               | Sadia Groguhé     | Nouveau Parti démocratique |
| Dissoute parmi Longueuil—Charles-LeMoyne et Brossard—Saint-Lambert                      |           |               |                   |                            |

## Résultats électoraux
|       | Candidat                | Parti          | # de voix | % des voix |
|       | Qais Hamidi             | Conservateur   | +04 396,  | 10,02 %    |
|       | (sortant) Josée Beaudin | Bloc québécois | +11 353,  | 25,88 %    |
|       | Roxanne Stanners        | Libéral        | +08 463,  | 19,3 %     |
|       | Sadia Groguhé           | NPD            | +18 705,  | 42,65 %    |
|       | Carmen Budilean         | Vert           | +00944,   | 2,15 %     |
| Total | Total                   | Total          | 43 861    | 100 %      |

|       | Candidat        | Parti          | # de voix | % des voix |
|       | Patrick Clune   | Conservateur   | +06 867,  | 15,81 %    |
|       | Josée Beaudin   | Bloc québécois | +16 346,  | 37,63 %    |
|       | Roxane Stanners | Libéral        | +12 383,  | 28,5 %     |
|       | Richard Marois  | NPD            | +06 280,  | 14,46 %    |
|       | Diane Joubert   | Vert           | +01 566,  | 3,6 %      |
| Total | Total           | Total          | 43 442    | 100 %      |